# Khoáng vật trong sản xuất xi măng
Các khoáng vật trong sản xuất xi măng là các khoáng vật dùng làm nguyên liệu đầu vào cho dây chuyền sản xuất xi măng.

## Các khoáng chất chính trong xi măng thành phẩm
- Alit (tricanxi-silicat, 3CaO.SiO2)(C3S): Là thành phần chính của clinke Portland. Đó là một dung dịch rắn của tricanxi-silicat với nhiều dạng kết tinh khác nhau tùy thuộc vào bản chất của các ion lạ (tạp chất) và quá trình xử lý nhiệt. Alit là thành phần khoáng chính mang lại tính chất thủy lực cho xi măng.
- Belit (dicanxi-silicat, 2CaO.SiO2)(C2S): Thường không ổn định ở nhiệt độ thường. Chỉ có dạng tinh thể β có tính chất thủy lực. Belit được giữ ổn định ở nhiệt độ thường bằng cách trộn thêm một lượng nhỏ oxide kim loại. Giống như alit, là một thành phần quan trọng trong clinke Portland. Đó là một dung dịch rắn của tricanxi-silicat với nhiều dạng kết tinh khác nhau tùy thuộc vào bản chất của các ion lạ và quá trình xử lý nhiệt.
- Xelit (tricanxi-aluminat, 3CaO.Al2O3)(C3A): Cấu trúc mạng tinh thể của 3CaO.Al2O3 có dạng lập phương. Trong xi măng, do sự có mặt của các chất kiềm, 3CaO.Al2O3 và 4CaO.Al2O3.Fe2O3 có cấu trúc tinh thể hệ thoi trực giao(orthorhombic).
- Tetracanxi-Alumino-Ferit (4CaO.Al2O3.Fe2O3)(C4AF)
- Ngoài ra, còn có các loại phụ gia, các thành phần phụ chiếm tỉ lệ khối lượng rất ít trong xi măng thành phẩm mà không thể thiếu. Nó tạo ra những đặc tính riêng cho xi măng như: đông cứng nhanh, chịu mặn...và cũng là yếu tố gây nên bệnh dị ứng xi măng đối với những người có cơ địa dị ứng, do tiếp xúc thường xuyên với xi măng - tác hại nhất là Crom hóa trị 6

## Các trang liên quan
- Xi măng